# 登山俱乐部博物馆

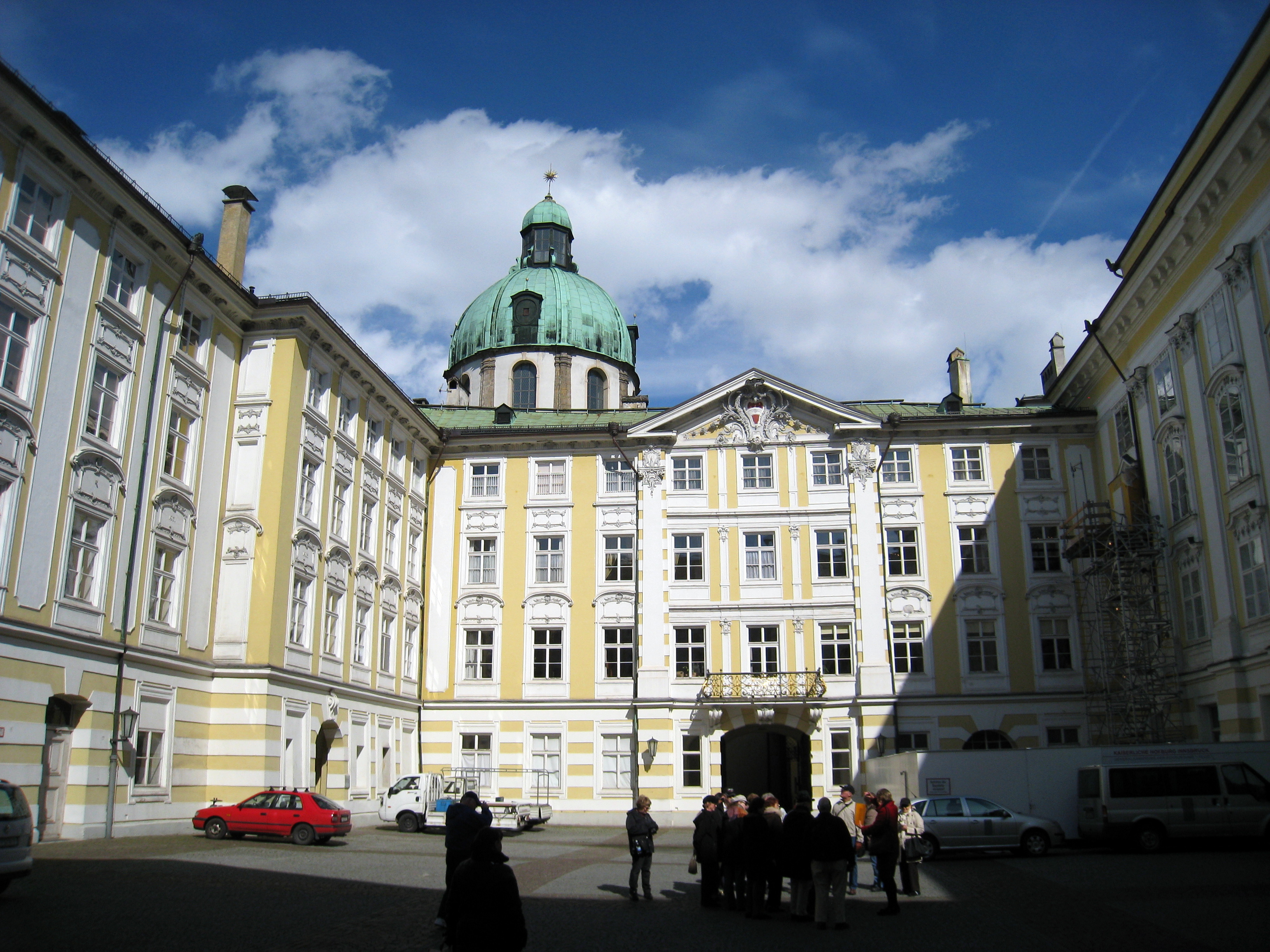

登山俱乐部博物馆（德語：Alpenverein-Museum）是奥地利因斯布鲁克的一个关于登山历史的博物馆，位于因斯布鲁克老城的因斯布鲁克皇宫。该馆由奥地利登山俱乐部所有。2009年，博物馆荣获蒂罗尔和奥地利博物馆奖，并于2010年获欧洲博物馆奖提名。

## 历史
登山俱乐部博物馆于1911年在慕尼黑伊萨尔河畔的一所别墅成立，名为登山博物馆，是根据德国和奥地利登山俱乐部在1907年的一个决议成立。1944年登山博物馆被炮弹摧毁，所幸大部分藏品已经转移到奥地利的蒂罗尔州。